# Victor Pînzaru
Victor Pînzaru (n. 11 februarie 1992, Drochia, Republica Moldova) este un fost biatlonist și schior fondist moldovean, care a concurat la două Jocuri Olimpice de iarnă.

## Cariera sportivă
Victor Pînzaru a început să practice biatlonul începând din anul 2006 la Clubul Sportiv Central al Armatei Naționale (CSCA), unde a fost pregătit de antrenorul Petru Bria. El a câștigat prima întrecere internațională la competiția de cupă europeană de juniori de la Forni Avoltri (2007). Între anii 2007-2009 a participat la trei campionate mondiale de juniori. La Campionatul Mondial de la Biatlon de la Martell (2007), el s-a clasat pe poziții în jurul locului 80, la Campionatul de la Ruhpolding (2008) în jurul locului 90. Apoi, la Campionatul de la Canmore (2009) a obținut rezultate mai bune, terminând pe locul 38 la individual, pe 46 la sprint și pe 36 la pursuit.
La Obertilliach, el a debutat în sezonul 2008/2009 de cupă mondială, terminând pe locul 129 în proba de sprint. El și-a îmbunătățit ulterior performanțele la Osrblie, unde a câștigat primele sale puncte. Punctul culminant al sezonului a fost la la Campionatul Mondial de Biatlon de la Pyeongchang, unde s-a clasat pe locul 101 la sprint și pe locul 87 la individual. În plus, a concurat și la Campionatul Mondial de schi fond de la Liberec (2009) și a terminat pe locul 84 în proba de sprint. Apoi, Pînzaru a participat la Campionatul Mondial de biatlon de vară de la Haute Maurienne (2009). Împreună cu Natalia Levcencova, Alexandra Camenșcic și Sergiu Balan, el a terminat pe locul 6 în proba de ștafetă mixtă.
Înainte de olimpiadă, a început să se antreneze la Clubul Sporturilor de Iarnă din Vatra Dornei, împreună cu Petrică Hogiu, Alexandra Camenșcic și Sergiu Balan, sub îndrumarea antrenorului Vasile Bejenariu, care s-a născut în Câmpulung Moldovenesc.
Victor Pînzaru a făcut parte din delegația Republicii Moldova la Jocurile Olimpice de iarnă de la Vancouver (2010), el purtând drapelul țării la ceremonia de deschidere. A concurat la probele de 10 km sprint (unde a terminat pe locul 70) și de 20 km individual (locul 85). La Jocurile Olimpice din 2014 la competiția de schi fond.
Victor Pînzaru locuiește la Chișinău.